# Atotonilco el Alto
Atotonilco el Alto là một đô thị thuộc bang Jalisco, México. Năm 2005, dân số của đô thị này là 52204 người.